# Сокольничий

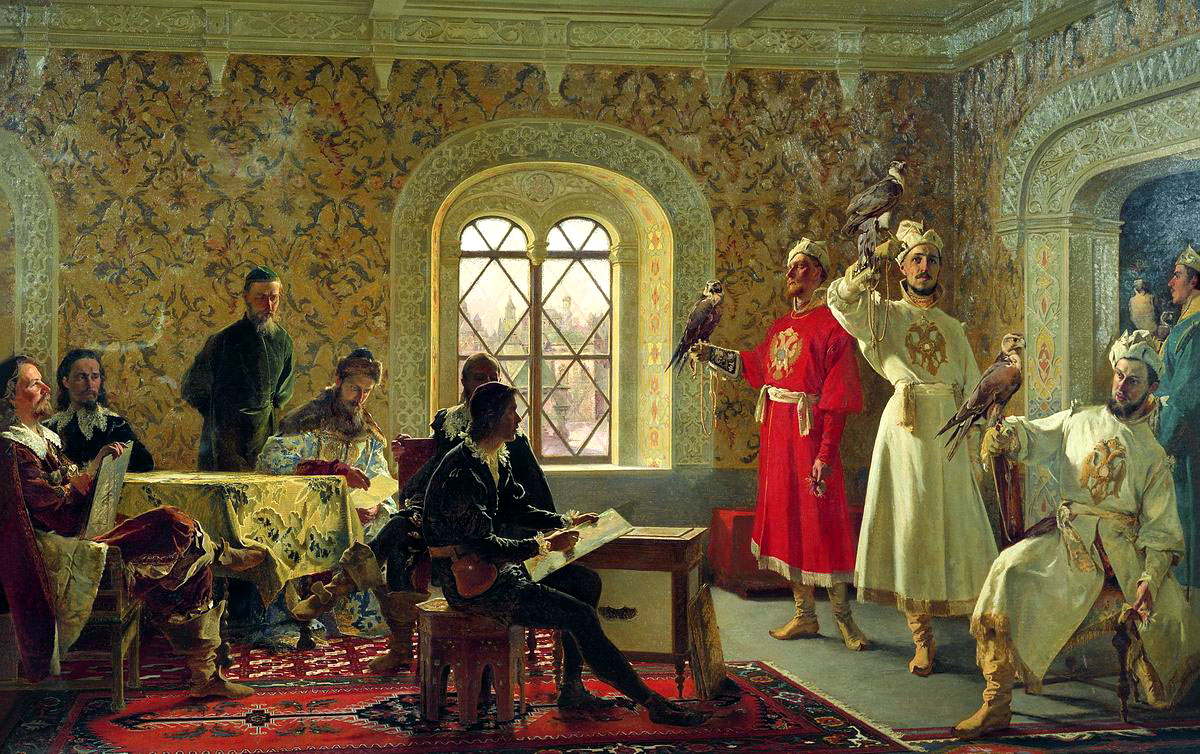
Олександр Литовченко. «Італійський посланник Кальвуччі змальовує улюблених соколів царя Олексія Михайловича»

Соко́льничий (рос. Сокольничий) — посада у Великому князівстві Московському 14 — 17 століть, чин великокняжого двору, що стояв на чолі соколиного полювання, а іноді і всіх установ військово-княжого полювання.
Посада сокольничого майже завжди з'єднувалася з посадою ловецького.

## Короткі відомості
У боярських книгах Московії посада сокольничих вперше зустрічаються під 1550 роком, але є в актах вказівка на існування сокольничих і в 1503 році.
До сокольничих призначалися, зазвичай, люди з незнатних родин, що однак не заважало їм здійматися по кар'єрній драбині до окольничих і навіть бояр. 
Останнім великокняжим сокольничим був Гаврила Григорович Лушкин. З 1606 року не зустрічається більш за призначення на цю посаду. 
Відомство соколиного полювання розподілялося між рядовими сокольниками, початковим і підсокольничим. Були ще помічники сокольників, що називалися сокольничими поддатнями. 
Великий князь Московський Олексій Михайлович був великим шанувальником соколиного полювання і склав урочистий обряд переведення рядових сокольників у початкові, який займає велику частину написаного при ньому «Урядника, или нового уложения и устроения сокольнича пути», повний власноручних поміток князя. 
Кінець «Урядника» містить розпис особам, кому "слід яких птахів тримати». 101 кречеів і соколів московського потішного двору були розданч 49 рядовим сокольникам, що поділялися на п'ять статей. Статті називалися за першим рядовим сокольником. 
Всі, навіть рядові сокольники, нагороджувалися маєтками і мали свою вотчину і селян. Котошихин в потішному соколиному дворі під Москвою налічував 100 сокольників, та стільки ж по містах, де вони займалися ловом птахів. 
Збереглася грамота московського великого князя переяславським сокольникам 1507 року, якою він звільняв їх від суду і відомства переяславського намісника і від всяких повинностей, окрім яма, городової справи і паличної служби, підпорядковував безпосередньо своєму суду і «за соколи» обкладав оброком «півтора рублі в рік» («Акти Археографічної Експедиції», т. I, 147).